# Zwariowana szkoła Latającego Nosorożca
Zwariowana szkoła Latającego Nosorożca (ang. Flying Rhino Junior High) – serial animowany produkcji kanadyjskiej-francuskie w latach 1998-2000. W Polsce emitowany dawniej na Cartoon Network, a obecnie na Top Kids. Wyprodukowano 26 odcinków w 2 seriach.

## Wersja polska
Opracowanie i udźwiękowienie: PaanFilm Studio

Reżyseria i dialogi: Dariusz Dunowski

Dźwięk i montaż: Michał Skarżyński

Organizacja produkcji: Lidia Masiak

Udział wzięli:
- Agata Gawrońska-Bauman – Marcus
- Elżbieta Jędrzejewska – Ruby
- Anna Apostolakis – Lydia
- Jacek Sołtysiak – Billy
- Sławomir Pacek – Mel de Lepeta
- Wojciech Szymański – Szczurkoś
- Jolanta Wołłejko – pani Wąhasz
- Tomasz Grochoczyński – dyrektor Mulligan
- Marek Frąckowiak – woźny Bufor
- Krystyna Kozanecka – Flo
- Władysław Grzywna – Johnny
- Jarosław Boberek –
  - Rod,
  - Fred

i inni

## Spis odcinków
| Nr             | Polski tytuł             | Angielski tytuł                  |
| -------------- | ------------------------ | -------------------------------- |
|                |                          |                                  |
| SERIA PIERWSZA |                          |                                  |
|                |                          |                                  |
| 01             | Prehisteria              | Prehysterical                    |
|                |                          |                                  |
| 02             | Klątwa ducha             | Phantu’s Curse                   |
|                |                          |                                  |
| 03             | Podwodny świat           | Underwaterworld                  |
|                |                          |                                  |
| 04             | Przygoda w kosmosie      | Solar Flexus                     |
|                |                          |                                  |
| 05             | Piękna i bestia          | Frankensidebottom                |
|                |                          |                                  |
| 06             | Komiksowy chaos          | Comic Book Chaos                 |
|                |                          |                                  |
| 07             | Narodziny gwiazdy        | A Star Is Boring                 |
|                |                          |                                  |
| 08             | Przygoda filatelistyczna | Inverted and Unglued             |
|                |                          |                                  |
| 09             | Gra                      | The Game                         |
|                |                          |                                  |
| 10             | Przestań mnie męczyć     | Quit Buggin’ Me                  |
|                |                          |                                  |
| 11             | Gwiazdka ducha           | Phantom Christmas                |
|                |                          |                                  |
| 12             | Pogodowe Waterloo        | Weather Waterloo                 |
|                |                          |                                  |
| 13             | Pal 9000                 | Pal 9000                         |
|                |                          |                                  |
| SERIA DRUGA    |                          |                                  |
|                |                          |                                  |
| 14             |                          | Live and Let Spy                 |
|                |                          |                                  |
| 15             |                          | Wag the Rat                      |
|                |                          |                                  |
| 16             |                          | It’s Greek to Me                 |
|                |                          |                                  |
| 17             |                          | Yo Ho Ho and the Phantom’s a Bum |
|                |                          |                                  |
| 18             |                          | Junior High Noon                 |
|                |                          |                                  |
| 19             |                          | Out of Time                      |
|                |                          |                                  |
| 20             |                          | Career Day                       |
|                |                          |                                  |
| 21             |                          | Daredevil O’Toole                |
|                |                          |                                  |
| 22             |                          | Raging Rubbish                   |
|                |                          |                                  |
| 23             |                          | Better Safe Than Silly           |
|                |                          |                                  |
| 24             |                          | Phantomatic Voyage               |
|                |                          |                                  |
| 25             |                          | All Green Thumbs                 |
|                |                          |                                  |
| 26             |                          | Seeing Double                    |
|                |                          |                                  |

### Nawiązania
- W odcinku Duchowe Boże Narodzenie po odkryciu prawdy przez Billy'ego złoczyńca mówi Udało by mi się, gdyby nie te wścibskie dzieciaki z tej dziwacznej szkoły jest to nawiązanie do serialu Scooby Doo.